# 初宿正典
初宿 正典（しやけ まさのり、1947年6月10日 - ）は、日本の法学者（憲法学）。博士（法学）。京都大学名誉教授。出身は滋賀県。

## 略歴
- 1966年03月 - 滋賀県立伊香高等学校卒業
- 1971年03月 - 京都大学法学部卒業
- 1973年03月 - 京都大学大学院法学研究科修士課程修了
- 1973年11月 - 京都大学大学院法学研究科博士課程中退、愛知教育大学助手
- 1976年03月 - ミュンヘン大学（ドイツ連邦共和国）にて在外研究（1977年8月まで）
- 1977年02月 - 愛知教育大学教育学部講師
- 1978年01月 - 愛知教育大学教育学部助教授
- 1984年04月 - 京都大学教養部（当時）助教授（1988年まで）
- 1988年10月 - 京都大学大学院法学研究科教授
- 2010年05月 - ヴュルツブルク大学（ドイツ連邦共和国）にて在外研究（2010年8月まで）
- 2012年03月 - 京都大学定年退職
- 2012年04月 - 京都大学名誉教授、京都産業大学大学院法務研究科客員教授
- 2015年11月 - 博士（法学）（京都大学）[2]

## 著書

### 単著
- 『憲法(2)基本権』（成文堂、1996年／第2版、2001年／第3版、2010年）
- 『憲法(1)統治の仕組み』（成文堂、2002年）
- 『暇つぶしは独語で』（成文堂、1994年／新版、2010年）
- 『日独比較憲法学研究の論点』（成文堂、2015年）

### 共著
- （西村健一郎・西井正弘）『判例法学』（有斐閣、1988年／改訂版、1992年／第3版、1997年／第4版、2005年／第5版、2012年）
- （高橋正俊・米沢広一・棟居快行）『いちばんやさしい憲法入門』（有斐閣、1996年／第2版、2000年／第3版、2005年／第4版、2010年／第4版補訂版、2014年）
- （大石眞・松井茂記・市川正人・高井裕之）『憲法 Cases and Materials 人権』（有斐閣、2005年）
- （大石眞・松井茂記・市川正人・高井裕之・藤井樹也・土井真一・毛利透・松本哲治・中山茂樹・上田健介）『憲法 Cases and Materials 憲法訴訟』（有斐閣、2007年）

### 編著
- 『教養・憲法十五講――人権判例を中心に』（木鐸社、1982年／増補版、1984年）
- 『基本判例憲法25講』（成文堂、1989年／第2版、2002年／第3版、2011年／第4版、2015年）
- 『レクチャー比較憲法』（法律文化社、2014年）

### 共編著
- （宮本盛太郎）『カール・シュミット論集』（木鐸社、1978年）
- （佐藤幸治）『人権の現代的諸相』（有斐閣、1990年）
- （阿部照哉・池田政章・戸松秀典）『憲法判例』（有斐閣、／第3版、1993年／第4版, 2002年／第5版、2007年／第6版, 2010年）
- （高田敏）『ドイツ憲法集』（信山社出版, 1994年／第2版、1997年／第3版、2001年／第4版、2005年／第5版、2007年／第6版、2010年／第7版、2016年）
- （阿部照哉・池田政章・戸松秀典）『憲法 (1) 総論』（有斐閣、第3版、1995年）
- （阿部照哉・池田政章・戸松秀典）『憲法 (2) 基本的人権 (1)』（有斐閣、第3版、1995年）
- （阿部照哉・池田政章・戸松秀典）『憲法 (3) 基本的人権 (2)』（有斐閣、第3版、1995年）
- （阿部照哉・池田政章・戸松秀典）『憲法 (4) 統治機構』（有斐閣、第3版、1996年）
- （榎原猛・阿部照哉・佐藤幸治）『国法学の諸問題――宮田豊先生古稀記念』（嵯峨野書院、1996年）
- （古賀敬太）『カール・シュミットとその時代――シュミットをめぐる友・敵の座標』（風行社、1997年）
- （佐藤幸治・大石眞）『憲法20年の展望 (1) 統合と均衡』（有斐閣、1998年）
- （佐藤幸治・大石眞）『憲法50年の展望 (2) 自由と秩序』（有斐閣、1998年）
- （大沢秀介・高橋正俊・常本照樹・高井裕之）『目で見る憲法』（有斐閣、1999年／第2版、2003年／第3版、2007年／第4版、2011年）
- （須賀博志）『原典対訳連邦憲法裁判所法』（成文堂、2003年）
- （三島淑臣・稲垣良典）『人間の尊厳と現代法理論――ホセ・ヨンパルト教授古稀祝賀』（成文堂、2000年）
- （辻村みよ子）『新解説世界憲法集』（三省堂、2006年／第2版、2010年）
- （佐藤幸治・平松毅・服部高宏）『現代社会における国家と法――阿部照哉先生喜寿記念論文集』（成文堂、2007年）
- （米沢広一・松井茂記・市川正人・土井真一）『国民主権と法の支配――佐藤幸治先生古稀記念論文集（上・下）』（成文堂、2008年）
- （大石眞）『憲法 Cases and Materials 人権〔第2版〕』（有斐閣、2013年）

### 訳書
- P・C・マイヤー=タッシュ『ホッブズと抵抗権』（木鐸社、1976年）(三吉敏博共訳）
- ゲオルグ・イェリネック『人権宣言論争』（みすず書房、1981年）
- コンラート・ヘッセ『西ドイツ憲法綱要』（日本評論社、1983年）
- カール・シュミット『ヨーロッパ法学の状況』（成文堂、1987年）
- マルティン・クリーレ『平和・自由・正義――国家学入門』（御茶の水書房、1989年）
- ヘルムート・クヴァーリチュ『カール・シュミットの立場と概念――史料と証言』（風行社、1992年）
- ヘルムート・クヴァーリチュ編『カール・シュミットの遺産』（風行社、1993年）
- エルンスト＝ヴォルフガング・ベッケンフェルデ『現代国家と憲法・自由・民主制』（風行社、1999年）
- コンラート・ヘッセ『ドイツ憲法の基本的特質』（成文堂、2006年）

### 論文
- 「ドイツの結社法改正と宗教団体の地位」ジュリスト1243号 50-51頁
- 「結社の活動と構成員の『思想・信条の自由』の衝突」法学教室272号 20-28頁
- 「人権保障理論之新展開」月旦法学（元照社＝台湾）98号 43-48頁
- 「憲法21条が保障する権利」法学セミナー584号（平成15年8月）102-109頁（小山剛と共同執筆）
- 「ドイツの結社法における宗教・世界観団体の地位――1964年法とその改正を中心に」樋口陽一ほか編集代表・栗城壽夫先生古稀記念『日本憲法学の創造力（上巻）』信山社 401～433頁
- 「現代ドイツにおける宗教と法」法哲学年報2002（有斐閣）86-97頁
- 「憲法21条が保障する権利」井上典之・小山剛・山元一編『憲法学説に聞く』（日本評論社）102-109頁
- 「バイエルンにおける法曹養成制度改革の概要と問題点――実地調査に基づく報告」法学論叢158巻2号（京都大学法学会）1-29頁
- 「ドイツの連邦憲法裁判所」比較憲法研究17号（比較憲法学会）29～54頁

### その他
- 「良心的兵役拒否権とその限界――第1次良心的兵役拒否胃液拒否事件」ドイツ憲法判例研究会編『ドイツの憲法判例（第2版）』（信山社）144-151頁
- 「ドイツ連邦共和国基本法」樋口陽一・吉田善明編『解説 世界憲法集〔第4版〕』（三省堂）181-250頁
- 「いわゆる環境保護と財産権の行使の規制（参憲資料第18号）」参議院憲法調査会事務局
- 「騒音の国ニッポン」京都府地方労働委員会年報
- 「宗教上の教義に関する紛争と司法権――『板まんだら』事件」憲法判例百選Ⅱ〔第5版〕（有斐閣）420-421頁

## 記念論文集
- （大石眞・土井真一・毛利透）『各国憲法の差異と接点 初宿正典先生還暦記念論文集』（成文堂、2010年）

## 受賞
- 2018年、日本政治法律学会より現代法律学会賞を受賞[3]。